# Antifašisti (dokumentarni film)
Antifašisti je hrvatski dokumentarni film. Autor je Borna Marinić, redatelj Srđan Segarić, producent Val Kurtin. Urednik za HRT je Vladimir Brnardić. Produkcija: MEDIA M-DIRECT. Film se bavi hrvatskim antifašizmom. Hrvatski antifašizam prvi je na svijetu. Javio se u hrvatskim krajevima koji su se raspadom Austro-Ugarske našli pod talijanskom vlašću. Narednih godina mnogi su se Hrvati istaknuli u antifašističkom djelovanju. Pokret je obuhvatio razne društvene i političke slojeve. U dokumentarnom filmu prikazani su hrvatski antifašisti, njihove pokretačke motive, razvitak antifašističkog pokreta na području Hrvatske te događaje koji su odredili konačan ishod rata. U filmu desetak povjesničara daje svoje poglede na definiciju antifašizma, ulogu u hrvatskoj povijesti te koja je uloga antifašizma danas.